# Буякув (Бельський повіт)
Буякув (пол. Bujaków) — село в Польщі, у гміні Поромбка Бельського повіту Сілезького воєводства.
Населення — 2249 осіб (2011).
У 1975—1998 роках село належало до Бельського воєводства.

## Географія
Селом протікає річка Венгерка.

## Демографія
Демографічна структура станом на 31 березня 2011 року:
|          | Загалом | Допрацездатний вік | Працездатний вік | Постпрацездатний вік |
| -------- | ------- | ------------------ | ---------------- | -------------------- |
| Чоловіки | 1124    | 234                | 766              | 124                  |
| Жінки    | 1125    | 200                | 684              | 241                  |
| Разом    | 2249    | 434                | 1450             | 365                  |